# Sieńkowszczyzna (rejon mołodecki)
Sieńkowszczyzna (biał. Сенькаўшчына, ros. Сеньковщина) – dawny folwark na Białorusi, w obwodzie mińskim, w rejonie mołodeckim, w sielsowiecie Horodziłowo.

## Historia
W czasach zaborów folwark w okręgu wiejskim Litwa, w gminie Połoczany, w powiecie oszmiańskim, w guberni wileńskiej Imperium Rosyjskiego. W 1866 roku liczył 6 mieszkańców w 1 domu.
W latach 1921–1945 folwark leżał w Polsce, w województwie wileńskim, w powiecie wołożyńskim, a od 1927 w powiecie mołodeckim, w gminie Połoczany.
W 1931 w 3 domach zamieszkiwały 42 osoby.
Wierni należeli do parafii rzymskokatolickiej i prawosławnej w Horodziłowie. Miejscowość podlegała pod Sąd Grodzki w Mołodecznie i Okręgowy w Wilnie; właściwy urząd pocztowy mieścił się w Połoczanach.